# Butros Butros-Gali
Butros Butros-Gali (arapski: بطرس بطرس غالي); Kairo, 14. studenog 1922. – Kairo, 16. veljače 2016.) bio je egipatski diplomat.

## Životopis
Po nacionalnosti Kopt, koji je u razdoblju od 1992. do 1996. obnašao položaj glavnog tajnika UN-a.
Preminuo je u 94. godini života u bolnici u Kairu.

## Vanjske poveznice

### Sestrinski projekti
|  | Zajednički poslužitelj ima još gradiva o temi Butros Butros-Gali |